# Cops (televisieprogramma)

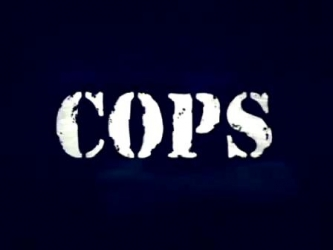
Logo

Cops is een Amerikaanse realitytelevisieserie geproduceerd door Barbour/Langley Inc. Het programma, dat in 1989 van start ging, toont wekelijks politieagenten in actie. 
Er zijn veel achtervolgingen te voet en in de auto te zien. Vaak eindigt de actie met een arrestatie, waarbij de arrestant soms met grof geweld op zijn buik op de grond gedwongen wordt en in de handboeien geslagen. Er zijn echter ook operaties te zien waarbij agenten zich uitgeven voor drugshandelaren of (ook mannelijke) prostituees.
De serie werd ook aan het buitenland verkocht. Cops  was rond 1990 onder meer te zien op Nederland 2, waar het uitgezonden werd door Veronica. In Vlaanderen was Cops te zien op 2BE.
De serie was in 2004 dagelijks op Court TV en op Fox te zien. In het weekeinde is er vaak een marathon van een uur of drie. Als herkenningsmelodie hanteert de serie sinds ongeveer halverwege de jaren 90 een fragment uit het nummer "Bad Boys" van reggaeband Inner Circle.
Op 27 augustus 2014 viel er voor het eerst een dode in de serie: de 38-jarige geluidsman Bryce Dion, die tijdens een vuurgevecht tussen de politie van Omaha en een overvaller werd geraakt.

## Trivia
- In de futuristische film Minority Report, die zich rond het jaar 2060 afspeelt, wordt de gezochte John Anderson getoond in het televisieprogramma Cops, waarbij nog steeds het liedje van Inner Circle klinkt.